# Pan and scan

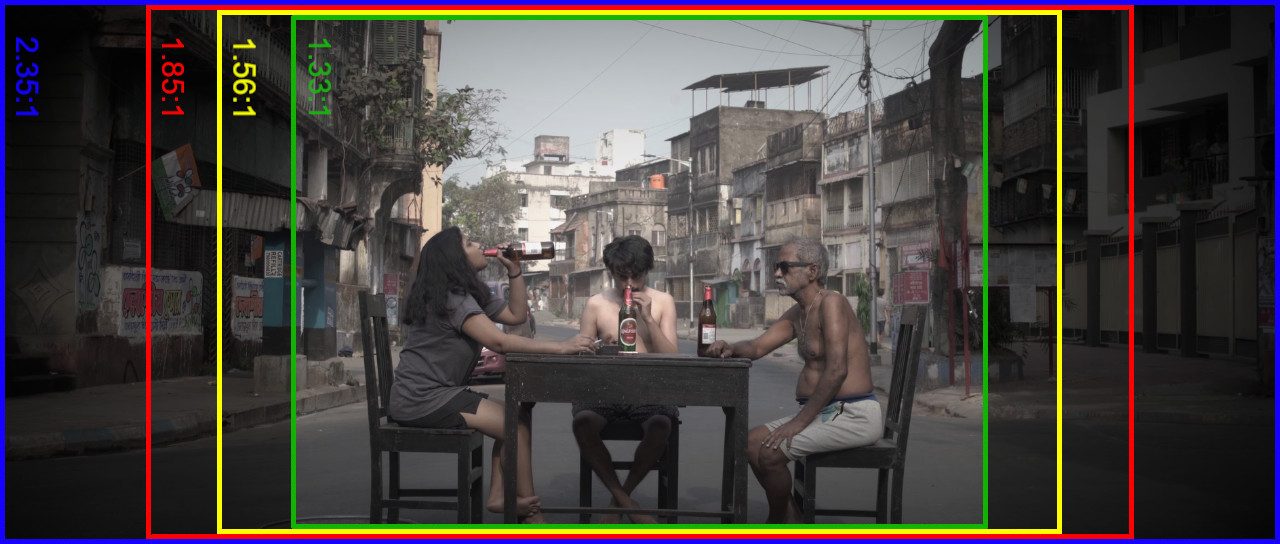
La tecnica del Pan & scan applica un taglio centrato dell'immagine originale, per consentire una riproduzione a tutto schermo senza deformazioni

Pan and scan, letteralmente traducibile in italiano fare una panoramica e digitalizzare, è un metodo utilizzato principalmente nel campo dell'home entertainment per convertire un formato cinematografico nativo widescreen alla visione fullscreen in un televisore 4:3.
Viene dunque sfruttata tutta l'altezza del video e l'immagine viene tagliata ai bordi se più grande: si ha dunque perdita di immagine.
Alternativa al pan and scan è il letterbox dove viene sfruttata tutta la larghezza del video inserendo delle bande nere sopra e sotto se necessario: non si ha dunque perdita di immagine.

## Processo di pan & scan
Si prenda ad esempio un film girato in formato 1,78:1 questo rapporto è proprio quello utilizzato dai televisori 16:9 e quindi in questo caso la visione del film, su un televisore 16/9, sarà nel corretto aspect ratio in widescreen senza aberrazioni. Lo stesso film in un televisore 4:3 si vedrà in letterbox e quindi con le bande nere sopra e sotto l'immagine.
Le case distributrici, pensando tuttavia al mercato dell'home video, dove fino a qualche tempo fa le videocassette ed i DVD venivano guardati prevalentemente in televisori 4:3, hanno avviato un processo di postproduzione cinematografica atto a ottimizzare l'immagine a tutto il quadro della TV 4:3 (cioè al formato 1,33:1), "tagliando" l'immagine, non semplicemente ai lati, come avviene per l'open matte, ma spostandosi in maniera panoramica durante la digitalizzazione del supporto video in modo da non perdere delle informazioni importanti che invece un semplice taglio al centro potrebbe causare.